# Liste der Mitglieder des Landtags des Herzogtums Sachsen-Altenburg (1880–1882)
Diese Liste gibt einen Überblick über alle Mitglieder des Landtages des Herzogtums Sachsen-Altenburg von 1880 bis 1882.

## Allgemeines
Die Abgeordneten wurden gemäß dem Wahlgesetz vom 31. Mai 1870 bestimmt. Der Landtag bestand danach aus 30 direkt gewählten Abgeordneten: Neun Abgeordnete wurden von der Stadtbevölkerung, zwölf von der Landbevölkerung und neun von den Höchstbesteuerten gewählt. Das passive Wahlrecht hatte jeder steuerpflichtige männliche Staatsbürger, der das 25. Lebensjahr erreicht hat. Die Abgeordneten wurden für drei Jahre gewählt.

## Liste
| Name                                                             | Kurie            | Wahlbezirk      |                        | Beschreibung                              |
| ---------------------------------------------------------------- | ---------------- | --------------- | ---------------------- | ----------------------------------------- |
| Karl Lippold                                                     | Höchstbesteuerte | 1               | Altenburg              | Kommerzienrat                             |
| Hermann Donath                                                   | Höchstbesteuerte | 2               | Schmölln               | Fabrikbesitzer, Kommerzienrat             |
| Arno Kröber                                                      | Höchstbesteuerte | 3               | Kauerndorf             | Rentier                                   |
| Julius Petzold                                                   | Höchstbesteuerte | 4               | Dippelsdorf            | Gutsbesitzer                              |
| Julius Hans von Thümmel                                          | Höchstbesteuerte | 5               | Dresden                | Rittergutsbesitzer, Geheimrat             |
| Julius Stöhr                                                     | Höchstbesteuerte | 6               | Altenburg              | Gutsbesitzer                              |
| Christian August Hesse                                           | Höchstbesteuerte | 7               | Eisenberg              | Amtsrichter, Geheimer Justizrat, Dr. jur. |
| Franz Leyn                                                       | Höchstbesteuerte | 8               | Eisenberg              | Rentier                                   |
| Alexander Wolfgang von Schwarzenfels genannt von Rothkirch-Trach | Höchstbesteuerte | 9               | auf Altenberga         | Rittergutsbesitzer, Kammerherr            |
| Karl Wilhelm Schenck                                             | Städte & Land    | 1, 1. Abteilung | Altenburg              | Landgerichtsrat, Dr. jur                  |
| Richard Burkhardt                                                | Städte & Land    | 1, 2. Abteilung | Altenburg              | Mühlenbesitzer                            |
| Eduard Lauer                                                     | Städte & Land    | 1, 3. Abteilung | Altenburg              | Zimmermeister                             |
| Karl Hauschild                                                   | Städte & Land    | 2, 1. Abteilung | Ronneburg              | Amtsgerichtsrat, Justizrat                |
| Friedrich Richard von Brocke                                     | Städte & Land    | 2, 2. Abteilung | Gößnitz                | Fabrikant                                 |
| Johann Gottfried Hüttig                                          | Städte & Land    | 2, 3. Abteilung | Gößnitz                | Zeugarbeiter                              |
| Johann Kühn                                                      | Städte & Land    | 3, 1. Abteilung | Garbisdorf             | Amtsvorsteher, Guts- und Gasthofsbesitzer |
| Mollo Kresse                                                     | Städte & Land    | 3, 2. Abteilung | Lehma                  | Amtsvorsteher, Gutsbesitzer               |
| Louis Helbig                                                     | Städte & Land    | 3, 3. Abteilung | Langenleuba-Niederhain | Zimmermeister, Amtsvorsteher              |
| Jakob Mälzer                                                     | Städte & Land    | 4, 1. Abteilung | Drogen                 | Gutsbesitzer, Amtsvorsteher               |
| Jacob Kahnt                                                      | Städte & Land    | 4, 2. Abteilung | Vollmershain           | Amtsvorsteher, Gutsbesitzer               |
| Karl Rother                                                      | Städte & Land    | 4, 3. Abteilung | Gessen                 | Gutsbesitzer, Amtsvorsteher               |
| Florentin Robert Rützer                                          | Städte & Land    | 5, 1. Abteilung | Eisenberg              | Bürgermeister                             |
| Johannes Back                                                    | Städte & Land    | 5, 2. Abteilung | Roda                   | Bürgermeister, Justizrat                  |
| Friedrich August Hermann Koch                                    | Städte & Land    | 5, 3. Abteilung | Kahla                  | Porzellanfabrikant                        |
| Friedrich Kluge                                                  | Städte & Land    | 6, 1. Abteilung | Etzdorf                | Gutsbesitzer, Amtsvorsteher               |
| Louis Köhler                                                     | Städte & Land    | 6, 2. Abteilung | Weißbach bei Roda      | Mühlenbesitzer, Amtsvorsteher             |
| Karl Opel                                                        | Städte & Land    | 6, 3. Abteilung | Hermsdorf              | Gemeindevorsteher, Holzhändler            |
| Karl Hermann von Beust                                           | Städte & Land    | 7, 1. Abteilung | auf Langenorla         | Rittergutsbesitzer, Kammerherr            |
| Konrad Ludwig Gerstenbergk                                       | Städte & Land    | 7, 2. Abteilung | Roda                   | Landrat, Geheimer Regierungsrat           |
| Karl Kärcher                                                     | Städte & Land    | 7, 3. Abteilung | Löbschütz              | Zimmermeister                             |